# 加藤清一 (俳優)
加藤 清一（かとう せいいち、1920年代 - ）は、日本の俳優である。本名及び旧芸名加藤 精一。菅原秀雄、青木富夫、横山準、末松孝行、葉山正雄とともに同時代の「松竹蒲田の名子役」と謳われた。

## 人物・来歴
生年・生地等、不明である。いわゆる「松竹蒲田の名子役」たちと同世代である。
記録に残るもっとも早い時期の出演は、1929年（昭和4年）、阪東妻三郎プロダクション太秦撮影所が製作した『赤城颪』（監督犬塚稔）であり、同作において志賀靖郎が演じた国定忠治の息子・勘太郎を演じ、同作が松竹キネマの配給により同年2月15日に公開され、同年7月19日に公開された松竹蒲田撮影所製作の『壱〇〇、〇〇〇、〇〇〇円』（監督斎藤寅次郎）では、小倉繁が演じた「国定忠治の幽霊」の息子「勘太郎の幽霊」を演じている。以降、同撮影所で、小津安二郎監督の『会社員生活』（1929年）、『大人の見る繪本 生れてはみたけれど』（1932年）、『出来ごころ』（1933年）、『母を恋はずや』（1934年）、成瀬巳喜男監督の『腰弁頑張れ』（1931年）、『浮気は汽車に乗って』（同）等に子役として出演した。1935年（昭和10年）5月24日に公開されたトーキー『輝け少年日本』（監督佐々木恒次郎・佐々木康）では主演している。
同撮影所が機能移転した先の松竹大船撮影所では、やがてハイティーンになり、1940年（昭和15年）11月29日に公開された『西住戦車長伝』（監督吉村公三郎）に、同じ蒲田の子役であり、『腰弁頑張れ』で共演した飯島善太郎らとともに若年の兵隊役で出演している。1943年（昭和18年）9月10日に公開された『愛機南へ飛ぶ』（監督佐々木康）や同年10月28日に公開された『秘話ノルマントン号事件 仮面の舞踏』（監督佐々木啓祐）、あるいは1944年（昭和19年）3月23日に公開された『不沈艦撃沈』（監督マキノ正博）では、同じ蒲田の子役であった葉山正雄らとともに出演している。第二次世界大戦終結後も、ひきつづき、同撮影所で脇役を務めたが、30代となった1953年（昭和28年）以降の出演記録は見当たらない。その後の消息も不明である。存命であれば、100歳以上の高齢である。

## フィルモグラフィ

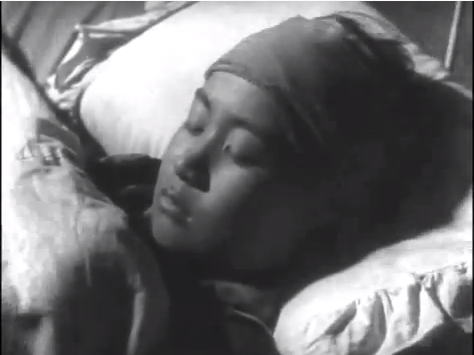
『腰弁頑張れ』（1931年）、父（山口勇）に叱られて泣いて帰る道で列車事故に遭ってしまう息子・進（加藤）。

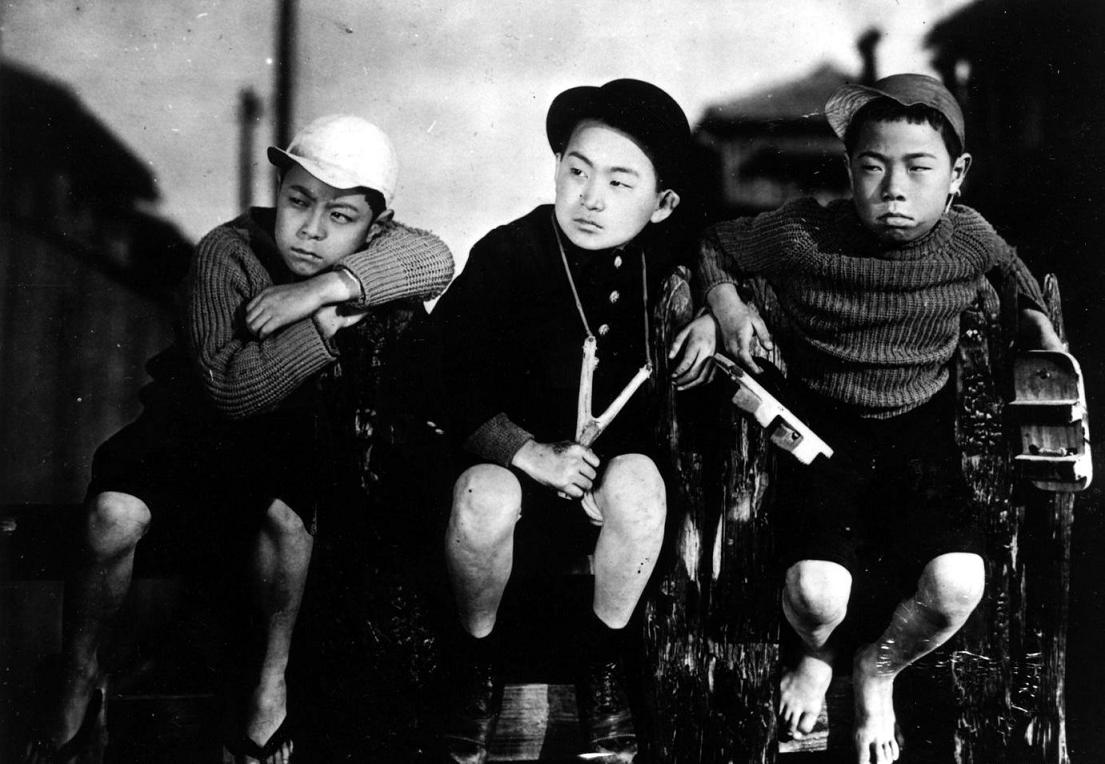
『大人の見る繪本 生れてはみたけれど』（1932年）。左から菅原秀雄、加藤、突貫小僧（青木富夫）。

すべてクレジットは「出演」である。公開日の右側には役名、および東京国立近代美術館フィルムセンター（NFC）、マツダ映画社所蔵等の上映用プリントの現存状況についても記す。同センター等に所蔵されていないものは、とくに1940年代以前の作品についてはほぼ現存しないフィルムである。

### 松竹蒲田撮影所
特筆以外すべて製作は「松竹蒲田撮影所」、特筆以外すべて配給は「松竹キネマ」、特筆以外すべてサイレント映画、特筆以外すべて「加藤精一」名義である。
- 『赤城颪』 : 監督犬塚稔、製作阪東妻三郎プロダクション太秦撮影所、配給松竹キネマ、1929年2月15日公開 - 勘太郎
- 『壱〇〇、〇〇〇、〇〇〇円』（『モダン怪談 100,000,000円』[4]） : 監督斎藤寅次郎、1929年7月19日公開 - 勘太郎の幽霊、16分尺で現存（NFC所蔵[4]）
- 『会社員生活』 : 監督小津安二郎、1929年10月25日公開 - 次男
- 『腰弁頑張れ』 : 監督成瀬巳喜男、1931年8月8日公開 - 息子・進、38分尺で現存（NFC所蔵[4]）
- 『浮気は汽車に乗って』 : 監督成瀬巳喜男、1931年8月15日公開 - 弟
- 『大人の見る繪本 生れてはみたけれど』 : 監督小津安二郎、1932年6月3日公開 - 子供、90分尺で現存（松竹DVD発売・NFC所蔵[4]）
- 『海の王者』 : 監督清水宏、サウンド版、1932年6月17日公開 - 太郎
- 『与太者と海水浴』（『與太者の感激 與太者と海水浴』） : 監督野村浩将、1933年8月17日公開 - 阿部三吉（「加藤清一」名義[4]）、30分尺で現存（NFC所蔵[4]）
- 『出来ごころ』 : 監督小津安二郎、1933年9月7日公開 - 役名不明、101分尺で現存（松竹DVD発売[7]・マツダ映画社所蔵[6]）
- 『母を恋はずや』 : 監督小津安二郎、1934年5月11日公開 - 貞夫の少年時代、72分尺で現存（松竹所蔵・DVD発売[8]）
- 『都会の感傷』 : 監督勝浦仙太郎、1934年10月11日公開 - お葉の弟
- 『母の愛 苦闘篇 愛児篇』 : 監督池田義信、サウンド版、1935年1月31日公開
- 『東京の英雄』 : 監督清水宏、サウンド版、1935年3月7日公開 - 町の子供、64分尺で現存（NFC所蔵[4]）
- 『輝け少年日本』 : 監督佐々木恒次郎・佐々木康、トーキー、1935年5月24日公開 - 昭ちゃん（主演）
- 『悲恋華』 : 監督佐々木康、サウンド版、1936年1月10日公開 - 少年時代 靜男（「加藤清一」名義[4]）、88分尺で現存（NFC所蔵[4]）

### 松竹大船撮影所
特筆以外すべて製作は「松竹大船撮影所」、特筆以外すべて配給は「松竹キネマ」あるいは「松竹」、すべてトーキー、特筆以外すべて「加藤清一」名義である。
- 『一人息子』 : 監督小津安二郎、1936年9月15日公開 - 近所の子（「加藤精一」名義[4]）、82分尺で現存（松竹DVD発売・NFC所蔵[4]）
- 『西住戦車長伝』 : 監督吉村公三郎、1940年11月29日公開 - 木村二等兵（村井二等兵[4]）、126分尺で現存（NFC所蔵[4]）
- 『間諜未だ死せず』 : 監督吉村公三郎、配給映画配給社、1942年4月23日公開 - 役名不明、117分尺で現存（NFC所蔵[4]）
- 『愛機南へ飛ぶ』 : 監督佐々木康、配給映画配給社、1943年9月10日公開 - 馬場真太郎
- 『秘話ノルマントン号事件 仮面の舞踏』 : 監督佐々木啓祐、製作松竹下加茂撮影所、配給映画配給社、1943年10月28日公開
- 『海軍』 : 監督田坂具隆、製作松竹太秦撮影所、配給映画配給社、1943年12月8日公開 - 熊沢
- 『不沈艦撃沈』 : 監督マキノ正博、配給映画配給社、1944年3月23日公開 - 役名不明、93分尺で現存（NFC所蔵[4]）
- 『そよかぜ』 : 監督佐々木康、1945年10月11日公開 - 三平、60分尺で現存（NFC所蔵[4]）
- 『安城家の舞踏会』 : 監督吉村公三郎、1947年9月27日公開 - 役名不明、89分尺で現存（NFC所蔵[4]）
- 『シミキンのオオ! 市民諸君』（『シミ金のオオ! 市民諸君』[1]） : 監督川島雄三、1948年11月16日公開 - アナウンサー、69分尺で現存（NFC所蔵[4]）
- 『社長と女店員』 : 監督大庭秀雄、1948年12月20日公開 - 黒川家秘書[3]
- 『お嬢さん乾杯!』 : 監督木下恵介、1949年3月9日公開 - 交通巡査（「加藤精一」名義[4]）、89分尺で現存（NFC所蔵[4]）
- 『伊豆の艶歌師』 : 監督西河克巳、1952年4月10日公開 - 役名不明（「加藤精一」名義[4]）、44分尺で現存（NFC所蔵[4]）
- 『その夜の妻』 : 監督池田浩郎、1952年4月18日公開 - 駅員
- 『二つの花』 : 監督大庭秀雄、1952年4月24日公開 - 役名不明（「加藤精一」名義[4]）、93分尺で現存（NFC所蔵[4]）